# Chris Black Changed My Life
Chris Black Changed My Life è il nono album in studio del gruppo rock americano Portugal. The Man, pubblicato il 23 giugno del 2023 dalla Atlantic Records,
L'album è dedicato all'amico di lunga data della band Chris Black, morto a maggio del 2019.

## Il disco
L'album è stato prodotto da Jeff Bhasker e Asa Taccone, con il contributo di Tommy Danvers, Tyler Johnson e Casey Bates.
Il disco è stato anticipato dall'uscita del primo singolo, Dummy, pubblicato il 1º marzo del 2023. La canzone è stata concessa in licenza per essere utilizzata in una campagna pubblicitaria della catena di fast food Taco Bell.
Dal disco sono stati  estratti altri quattro singoli: Champ, pubblicato il 16 aprile del 2023; Thunderdome [WTA] e Summer of Luv, usciti rispettivamente il 12 e il 24 maggio del 2023;  Plastic Island, quinto e ultimo singolo, pubblicato l'8 giugno del 2023.

## Tracce
1. Heavy Games II" (featuring Jeff Bhasker) – 1:03 (John Gourley, Jeff Bhasker)
2. Grim Generation" – 3:20 (Gourley, Zach Carothers, Eric Howk, Zoe Manville, Kyle O'Quin, Bhasker, Homer Steinweiss, Asa Taccone)
3. Thunderdome [W.T.A.]" (featuring Black Thought and Natalia Lafourcade) – 2:54 (Gourley, Carothers, O'Quin, Sarah Aarons, Bhasker, Manuel Calderon, Adria Del Valle, Tyler Johnson, Ruban Nielson, Paulina Reza, Steinweiss)
4. Dummy" – 2:25 (Gourley, Manville, O'Quin, Jason Sechrist, Casey Bates, Taccone)
5. Summer of Luv" (featuring Unknown Mortal Orchestra) – 2:39 (Gourley, Carothers, O'Quin, Bhasker, Nick Reinhart, Taccone)
6. Ghost Town" – 3:19 (Gourley, O'Quin, James Fauntleroy, Steinweiss, Taccone)
7. Time's a Fantasy" (featuring Jeff Bhasker) – 3:02 (Gourley, O'Quin, Bhasker, The Last Artful, Dodgr, Matthew Leon)
8. Doubt" – 3:02 (Gourley, O'Quin, Bhasker, Kane Ritchotte, Taccone)
9. Plastic Island" – 3:03 (Gourley, O'Quin, Bhasker, Steinweiss, Taccone)
10. Champ" (featuring Edgar Winter) – 3:49 (Gourley, Manville, O'Quin, Sechrist, Bates, Tobias Jesso Jr., Steinweiss, Edgar Winter)
11. Anxiety:Clarity" (featuring Paul Williams) – 5:44 (Gourley, O'Quin, Bhasker, Steinweiss, Taccone, Paul Williams)

## Formazione
- John Gourley – voce, chitarra, basso
- Zachary Carothers – basso, cori
- Eric Howk – chitarra
- Zoe Manville – voce
- Kyle O'Quin – chitarra, basso, piano, batteria
- Jason Sechrist – percussioni, cori